# As-Sahara
As-Sahara (arab. السحارة) – miejscowość w Syrii, w muhafazie Aleppo. W 2004 roku liczyła 2636 mieszkańców.